# کانال وارنر
کانال وارنر (انگلیسی: Warner Channel) تلویزیون پولی که برای آمریکای لاتین و آسیا برنامه پخش می‌کند. این شبکه تلویزیونی متعلق به کمپانی برادران وارنر می‌باشد.

## برنامه‌ها
- افسانه‌های فردا
- سوپرگرل (مجموعه تلویزیونی ۲۰۱۵)
- اسلحه مرگبار (مجموعه تلویزیونی)
- نقطه کور (مجموعه تلویزیونی)
- آی‌زامبی (مجموعه تلویزیونی)
- ۱۰۰ نفر (مجموعه تلویزیونی)
- باور (مجموعه تلویزیونی)